# Ґути-Подлесьне
Ґути-Подлесьне (пол. Guty Podleśne) — село в Польщі, у гміні Грабово Кольненського повіту Підляського воєводства.
Населення — 52 особи (2011).
У 1975-1998 роках село належало до Ломжинського воєводства.

## Демографія
Демографічна структура станом на 31 березня 2011 року:
|          | Загалом | Допрацездатний вік | Працездатний вік | Постпрацездатний вік |
| -------- | ------- | ------------------ | ---------------- | -------------------- |
| Чоловіки | 28      | 8                  | 18               | 2                    |
| Жінки    | 24      | 5                  | 13               | 6                    |
| Разом    | 52      | 13                 | 31               | 8                    |